# Protaetia intricata
Protaetia intricata är en skalbaggsart som beskrevs av Saunders 1852. Protaetia intricata ingår i släktet Protaetia och familjen Cetoniidae. Inga underarter finns listade i Catalogue of Life.